# Rajendra Kumar Pachauri

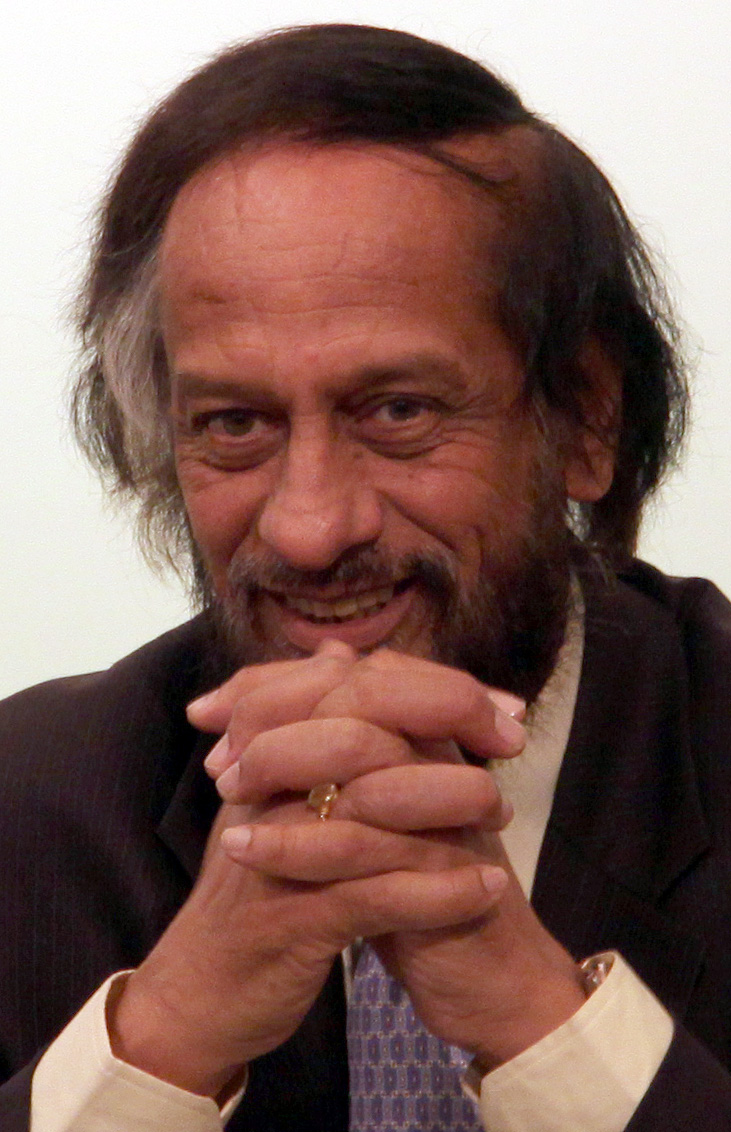
Rajendra Kumar Pachauri (2009)

Rajendra Kumar Pachauri (ur. 20 sierpnia 1940 w Nainitalu w Indiach, zm. 13 lutego 2020 w Delhi) – przewodniczący Międzynarodowego Panelu Klimatycznego (IPCC) od kwietnia 2002 do 24 lutego 2015. Złożył rezygnację przed upływem kadencji. Z wykształcenia inżynier kolejnictwa.
IPCC i Al Gore w 2007 otrzymali Pokojową Nagrodę Nobla. Nagroda została przyznana „za ich wysiłki na rzecz budowy i upowszechniania wiedzy na temat zmian klimatu wywołanych przez człowieka oraz do stworzenia podstaw dla opracowania planów działań, które są niezbędne, aby przeciwdziałać takim zmianom”.
W późniejszym okresie raport IPCC był krytykowany za zamieszczone w nim błędy, przewidujące stopnienie lodowców w Himalajach do 2035 roku, nazwane następnie Glaciergate.
Rajendra Kumar Pachauri ukończył liceum w Indiach. Był z wykształcenia inżynierem kolejnictwa osiągając uprawnienia zawodowe na uczelni. Karierę w kolejnictwie zaczął w Indyjskich Liniach Kolejowych na oddziale produkcji maszyn napędzanych ropą w Waranasi. Mieszkał na stałe w New Delhi w Indiach. Od 1982 prowadził instytut zasobów naturalnych TERI Energy and Resources Institute (wcześniej TATA Energy and Resources). Był doradcą międzynarodowych koncernów, w tym Toyota, Deutsche Bank, NTCP. Wraz z Alem Gore’em, Richardem Sandorem i Maurice’em Strongiem zakładał w 2003 firmę Chicago Climate Exchange PLC, pierwszą giełdę do handlu uprawnieniami do emisji CO2 w Chicago. Giełda została sprzedana w 2010 firmie IntercontinentalExchange (ICE).
W 2005 Rajendra Kumar Pachauri założył firmę Glori Oil Ltd w Teksasie. Firma zatrudniała 23 osoby i wdrażała technologie do zwiększenia produkcji ropy przy zastosowaniu dwutlenku węgla (CO2) w procesie znanym jako enhanced oil recovery (EOR). W 2011 firma zmieniła nazwę na Glori Energy Inc. Rajendra Kumar Pachauri posiada ponad 40-letnie doświadczenie biznesowe w branży gazowo-naftowej. Zarządzał państwową spółką gazowo-naftową Indian Oil Corporation Ltd. do 2003. Był członkiem Rady Ministerstwa Gazu i Ropy w Indiach. Od 2001 roku był członkiem Rady Gospodarczej przy Premierze Indii. Służył również jako doradca przy rządzie Indii i przy Fundacji Rockefeller.

## Odznaczenia
- Order Padma Vibhushan (2008, Indie)
- Order Padma Bhushan (2001, Indie)
- Złota i Srebrna Gwiazda Orderu Wschodzącego Słońca (2009, Japonia)